# Агаев, Салахат Нусрет оглы
Салаха́т Нусрет оглы Ага́ев (азерб. Ağayev Səlahət Nüsrət oğlu; род. 4 января 1991, Физули) — азербайджанский футболист, вратарь клуба «Габала».
Защищал цвета всех национальных сборных Азербайджана разных возрастных категорий, в том числе национальной сборной Азербайджана, молодёжной сборной и юношеских сборных (до 19 и до 17 лет).

## Клубная карьера
Начинал профессиональную карьеру в турецком клубе — «Казым Карабекирспор», куда был приглашён турецкими селекционерами после удачного выступления в составе юношеской сборной Азербайджана на первых «Черноморских Играх», в которых сборная Азербайджана не пропустила ни одного мяча.
С 2008 года — в составе клуба премьер-лиги Азербайджана — «Интер» (Баку). Включался в заявке «Интера» на Лигу Европы.
В начале 2011 года был отдан в аренду клубу МОИК, где провёл 8 игр. После полугодичной аренды вернулся в «Интер». В сезонах 2012/13 и 2015/16 выступал на правах аренды за «Сумгаит».
Летом 2017 года подписал двухлетний контракт с бакинским «Нефтчи». В первом сезоне выиграл с командой бронзу чемпионата (сыграл 11 игр, пропустил 12 голов), а во втором — впервые стал вице-чемпионом страны (провёл все 28 игр, из них 12 сухих).
В мае 2019 года отклонил предложение от казахстанского «Кайрата», решив остаться в бакинском «Нефтчи».

## Карьера в сборной
В 2007 году в составе юношеской сборной Азербайджана принимал участие на первых «Черноморских Играх», проходивших в турецком городе Трабзон. В составе сборной Азербайджана (до 17 лет) стал победителем международного турнира, организованного в Дагестане партией «Единая Россия» 16-22 ноября 2007 года. Был также признан лучшим вратарём турнира.
Был участником квалификационных матчей чемпионата Европы 2008 года, проходивших в Венгрии, среди футболистов до 19 лет, в составе молодёжной сборной Азербайджана.
23 марта 2007 года, в боснийской столице Сараево, в составе молодёжной сборной Азербайджана, вышедшей в элитный раунд чемпионата Европы 2007, принимал участие в матче с командой Сербии. Был признан лучшим вратарём международного турнира юношеских команд по футболу памяти первого вице-президента ФИФА В. А. Гранаткина, прошедшего с 5 по 11 января 2009 года в российском городе Санкт-Петербург.
Впервые был вызван в ряды национальной сборной Азербайджана в 2009 году немецким наставником сборной Берти Фогтсом, который на предматчевой пресс-конференции перед отборочной игрой чемпионата мира 2010 между сборными Азербайджана и Германии 12 августа 2009 года на вопрос журналиста: «Почему Вы призвали в основную сборную страны такого молодого футболиста?» ответил:
Если бы Салахат Агаев играл не в Азербайджане, а в Германии, он бы за 1-2 года стал лучшим вратарём. Таких самородков, как он, здесь (в Германии) много.
Также по инициативе Берти Фогтса в сентябре 2009 года Салахат Агаев прошёл недельные учебно-тренировочные сборы в составе немецкого клуба «Ганновер 96».

## Достижения
«Нефтчи»
- Серебряный призёр чемпионата Азербайджана: 2013/14, 2014/15, 2018/19
- Бронзовый призёр чемпионата Азербайджана: 2016/17, 2017/18